# Yvette Guilbertová

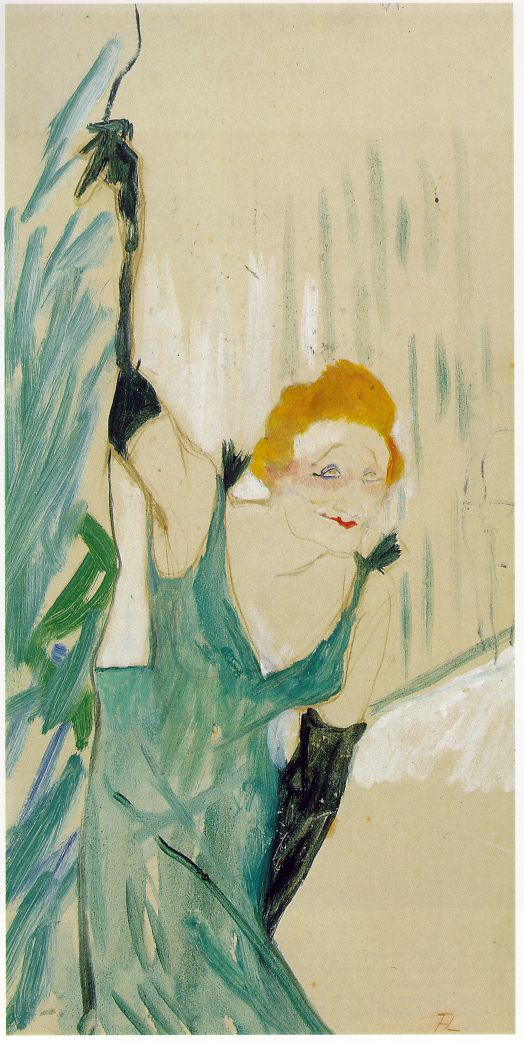
Henri de Toulouse-Lautrec: Yvette Guilbertová

Yvette Guilbertová, rodným jménem Emma Laure Esther Guilbert (20. ledna 1865 Paříž – 2. února 1944 Aix-en-Provence) byla francouzská zpěvačka a herečka, dnes známá především z obrazů Henriho de Toulouse-Lautreca, který s ní udržoval přátelský vztah a věnoval jí své druhé album kreseb.
Za své pěvecké zásluhy byla roku 1922 vyznamenána Řádem čestné legie.